# Елвін Джамалов
Елвін Серкер огли Джамалов (азерб. Camalov Elvin Sərkər oğlu, нар. 4 лютого 1995, Ґах, Азербайджан) — азербайджанський футболіст, півзахисник клубу «Сабах» та національної збірної Азербайджану.

## Клубна кар'єра
Елвін Джамалов народився у містечку Ґах, що на півночі Азербайджану. Футболом почав займатися у міській футбольній школі. Грав у юнацьких командах клубів «Сімург» та «Габала». Саме у складі останнього Джамалов у жовтні 2013 року дебютував на професійному рівні. З «Габалою» Джамалов ставав призером чемпіонату Азербайджану та переможцем національного кубку.
Влітку 2019 року Джамалов перейшов до столичного клубу «Зіря». Провів в команді два сезони і в літнє трансферне вікно 2021 року на правах вільного агенту приєднався до іншого клубу зі столиці Азербайджану - «Сабаху».

## Збірна
З 2010 року Елвін Джамалов грав за юнацькі та молодіжну збірні Азербайджану. В 2015 році вперше отримав виклик до національної збірної Азербайджану. Але у товариській грі з командою Сербії залишився у запасі. Дебют Джамалова у національній команді відбувся у листопаді 2019 року під час відбору до чемпіонату Європи 2020 року.

## Досягнення
Азербайджан
- Переможець Ісламських ігор солідарності: 2017

Габала
 Переможець Кубка Азербайджану: 2018/19